# Mid-Season Invitational 2016
Mid-Season Invitational 2016 hay MSI 2016 là giải đấu thường niên thứ 2 của Mid-Season Invitational – giải đấu Liên Minh Huyền Thoại do nhà phát hành Riot Games tổ chức sau giải Mùa Xuân của các khu vực, từ ngày 4 đến ngày 15 tháng 5 năm 2016 tại Trung tâm Thể thao Phương Đông Thượng Hải ở Thượng Hải, Trung Quốc. Các đội tham gia là 6 đội vô địch của giải Mùa Xuân : 5 đội đến từ Bắc Mỹ (LCS), Châu Âu (EU LCS), Trung Quốc (LPL), Hàn Quốc (LCK), Đài Loan/Hồng Kông/Ma Cao (LMS) và 1 đội đến từ khu vực Wildcard (Brazil, CIS, Nhật Bản, Mỹ Latin, Châu Đại Dương, Đông Nam Á) vô địch giải đấu Mid-Season International Wildcard Invitational (IWCI).
SK Telecom T1 đến từ Hàn Quốc đã giành được danh hiệu MSI đầu tiên của mình sau khi đánh bại Counter Logic Gaming đến từ Hoa Kỳ với tỷ số 3–0 ở trận chung kết.

## Địa điểm
Thượng Hải là thành phố được chọn để tổ chức giải đấu. Tất cả các trận đấu sẽ được tổ chức tại Trung tâm Thể thao Phương Đông Thượng Hải.
| Thượng Hải, Trung Quốc                    | Thượng Hải, Trung Quốc |
| ----------------------------------------- | ---------------------- |
| Trung tâm Thể thao Phương Đông Thượng Hải |                        |
| Thượng Hải                                |                        |

## Thể thức

### Vòng khởi động
- 6 đội tham gia thi đấu.
- Các đội sẽ thi đấu theo thể thức Vòng tròn 2 lượt (Double Round Robin).
- Tất cả các trận đấu sẽ thi đấu theo thể thức BO1.
- 4 đội có thành tích tốt nhất của sẽ tiến vào vòng phân nhánh.

### Vòng phân nhánh
- 4 đội tham gia thi đấu.
- Các đội sẽ thi đấu theo thể thức Loại trực tiếp (Single Elimination).
- Tất cả các trận đấu sẽ thi đấu theo thể thức BO5.

## Các đội tham dự
| Quốc gia   | Liên đoàn | Thành tích       | Đội                  | ID  |
| ---------- | --------- | ---------------- | -------------------- | --- |
| Hàn Quốc   | LCK       | Vô địch mùa xuân | SK Telecom T1        | SKT |
| Trung Quốc | LPL       | Vô địch mùa xuân | Royal Never Give Up  | RNG |
| Châu Âu    | EU LCS    | Vô địch mùa xuân | G2 Esports           | G2  |
| Bắc Mỹ     | NA LCS    | Vô địch mùa xuân | Counter Logic Gaming | CLG |
| LMS        | LMS       | Vô địch mùa xuân | Flash Wolves         | FW  |
| Wildcard   | IWCI      | Vô địch IWCI     | SuperMassive Esports | SUP |

## Vòng khởi động
| VT | Đội                  | ST | T | B | HS | Giành quyền tham dự     |
| -- | -------------------- | -- | - | - | -- | ----------------------- |
| 1  | Royal Never Give Up  | 10 | 8 | 2 | +6 | Lọt vào Vòng phân nhánh |
| 2  | Counter Logic Gaming | 10 | 7 | 3 | +4 | Lọt vào Vòng phân nhánh |
| 3  | Flash Wolves         | 10 | 6 | 4 | +2 | Lọt vào Vòng phân nhánh |
| 4  | SK Telecom T1        | 10 | 6 | 4 | +2 | Lọt vào Vòng phân nhánh |
| 5  | G2 Esports           | 10 | 2 | 8 | -6 |                         |
| 6  | SuperMassive Esports | 10 | 1 | 9 | -8 |                         |

1. 1 2  Flash Wolves hơn SK Telecom T1 về hiệu số đối đầu: Flash Wolves 2-0 SK Telecom T1

## Vòng phân nhánh
|  |                      |                      |                      |                      |   |               |               |           |
|  | Bán kết              | Bán kết              | Bán kết              |                      |   | Chung kết     | Chung kết     | Chung kết |
|  | Bán kết              | Bán kết              | Bán kết              |                      |   | Chung kết     | Chung kết     | Chung kết |
|  |                      |                      |                      |                      |   |               |               |           |
|  |                      |                      |                      |                      |   |               |               |           |
|  | Royal Never Give Up  | Royal Never Give Up  | 1                    |                      |   |               |               |           |
|  | Royal Never Give Up  | Royal Never Give Up  | 1                    |                      |   |               |               |           |
|  | SK Telecom T1        | SK Telecom T1        | 3                    |                      |   |               |               |           |
|  | SK Telecom T1        | SK Telecom T1        | 3                    |                      |   | SK Telecom T1 | SK Telecom T1 | 3         |
|  |                      |                      |                      |                      |   | SK Telecom T1 | SK Telecom T1 | 3         |
|  |                      |                      | Counter Logic Gaming | Counter Logic Gaming | 0 |               |               |           |
|  | Flash Wolves         | Flash Wolves         | Counter Logic Gaming | Counter Logic Gaming | 0 | 1             |               |           |
|  | Flash Wolves         | Flash Wolves         |                      |                      |   |               |               |           |
|  | Counter Logic Gaming | Counter Logic Gaming | 3                    |                      |   |               |               |           |
|  | Counter Logic Gaming | Counter Logic Gaming | 3                    |                      |   |               |               |           |